# Ewa Piasek
Ewa Piasek (ur. 9 marca 1961 w Warszawie) – polska lekkoatletka, biegaczka i wieloboistka, halowa mistrzyni Polski, reprezentantka Polski.

## Kariera sportowa
Była zawodniczką Skry Warszawa i WKS Ciechanów.
Na mistrzostwach Polski seniorek na otwartym stadionie zdobyła cztery medale: dwa srebrne w sztafecie 4 x 400 metrów w 1980 i 1981, srebrny w biegu na 400 m w 1983 i brązowy w sztafecie 4 x 100 m w 1982. W 1983 została halową mistrzynią Polski seniorek w biegu na 400 m.
Reprezentowała Polskę na mistrzostwach Europy juniorów w 1979, zajmując 12. miejsce w pięcioboju oraz w finale A Pucharu Europy w 1983 (7. miejsce w sztafecie 4 x 400 m, z wynikiem 3:32,60). 
Rekordy życiowe:
- 200 m – 24.13 (17.06.1983)
- 400 m – 53.28 (23.07.1983)
- 400 m ppł – 59.21 (28.06.1986)
- skok w dal – 6.07 (21.06.1979)
- siedmiobój – 5194 (15.06.1980)